# Tragopan caboti

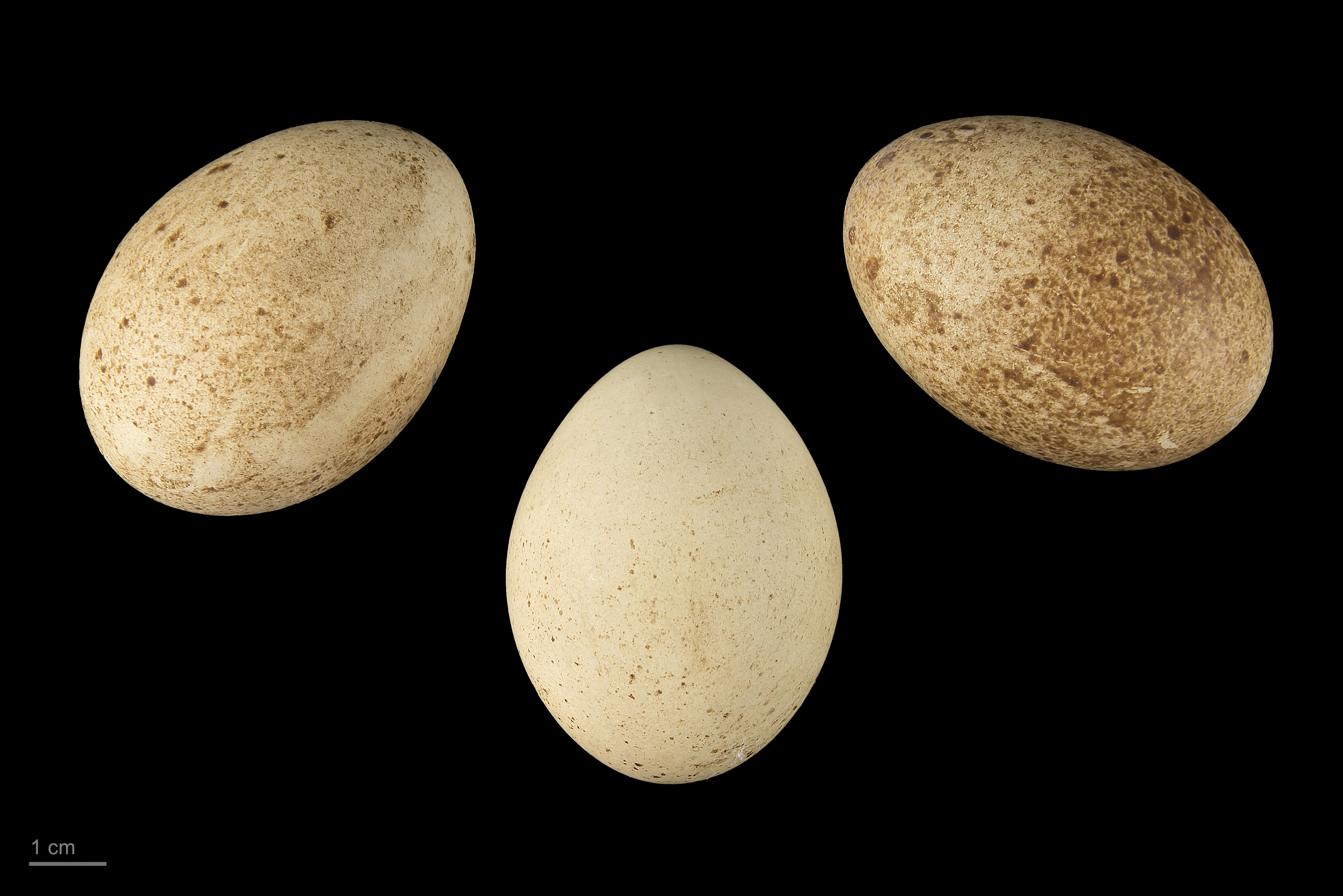
Tragopan caboti - MHNT

El tragopán de Cabot o tragopán chino (Tragopan caboti) es una especie de ave galliforme de la familia Phasianidae endémica del sureste de China.

## Subespecies
Se conocen dos subespecies de Tragopan caboti:
- Tragopan caboti caboti - SE China.
- Tragopan caboti guangxiensis - NE Guangxi (SE China).